# Serhi Holubytsky
Serhi Holubytsky –en ucraniano, Сергій Голубицький; en ruso, Сергей Голубицкий, Serguéi Golubitski– (Kiev, 20 de diciembre de 1969) es un deportista ucraniano que compitió para la Unión Soviética en esgrima, especialista en la modalidad de florete. Está casado con la esgrimidora alemana Carolin Wutz.
Participó en tres Juegos Olímpicos de Verano, obteniendo una medalla de plata en Barcelona 1992, en la prueba individual, el sexto lugar en Atlanta 1996 (individual) y el quinto en Sídney 2000 (por equipos).
Ganó siete medallas en el Campeonato Mundial de Esgrima entre los años 1989 y 1999, y dos medallas en el Campeonato Europeo de Esgrima, oro en 1995 y plata en 1997.

## Palmarés internacional
| Representando a la URSS           |                             |                   |                     |
| Campeonato Mundial                |                             |                   |                     |
| Año                               | Lugar                       | Medalla           | Prueba              |
| 1989                              | Denver (Estados Unidos)     | Medalla de oro    | Florete por equipos |
| 1990                              | Lyon (Francia)              | Medalla de bronce | Florete por equipos |
| Representando al Equipo Unificado |                             |                   |                     |
| Juegos Olímpicos                  |                             |                   |                     |
| Año                               | Lugar                       | Medalla           | Prueba              |
| 1992                              | Barcelona (España)          | Medalla de plata  | Florete individual  |
| Representando a Ucrania           |                             |                   |                     |
| Campeonato Mundial                |                             |                   |                     |
| Año                               | Lugar                       | Medalla           | Prueba              |
| 1993                              | Essen (Alemania)            | Medalla de plata  | Florete individual  |
| 1995                              | La Haya (Países Bajos)      | Medalla de bronce | Florete individual  |
| 1997                              | Ciudad del Cabo (Sudáfrica) | Medalla de oro    | Florete individual  |
| 1998                              | La Chaux-de-Fonds (Suiza)   | Medalla de oro    | Florete individual  |
| 1999                              | Seúl (Corea del Sur)        | Medalla de oro    | Florete individual  |
| Campeonato Europeo                |                             |                   |                     |
| Año                               | Lugar                       | Medalla           | Prueba              |
| 1995                              | Keszthely (Hungría)         | Medalla de oro    | Florete individual  |
| 1997                              | Gdansk (Polonia)            | Medalla de plata  | Florete individual  |